# Tuibeitu
Tuibeitu is een Chinese profetieboek uit de 7e eeuw in de Tang-dynastie.
Het boek voorspelt de toekomst van China en is geschreven door Li Chunfeng (李淳風) en Yuang Tiangang (袁天罡). Het boek is vergeleken met de werken van de bekende westerse profeet Nostradamus. Het boek is bekend in Hongkong, Macau en Republiek China (Taiwan).
In  Volksrepubliek China werd de inhoud ervan lang door de CCP voorgehouden als bijgeloof.
In de jaren negentig kwam het boek weer op de markt en is tegenwoordig een bestseller.
In de Hongkongse TVB-drama 'A Change of Destiny' wordt Tuibeitu genoemd.